# موتس گرینبائوم
موتس گرینبائوم (آلمانی: Mutz Greenbaum؛ ۳ فوریه ۱۸۹۶ – ۵ ژوئیهٔ ۱۹۶۸) کارگردان فیلم، فیلم‌بردار، فیلم‌نامه‌نویس و تهیه‌کننده فیلم اهل آلمان بود.
از فیلم‌هایی که وی در آن‌ها نقش داشته‌است، می‌توان به کریستف کلمب، پوتسدام، عذاب عشق، ۱۹۱۴، رز تودور، شب و شهر، بانویی با چراغ، من خوبم جک و مظنون اشاره نمود.